# Comtat de Ponthieu
El comtat de Ponthieu fou una jurisdicció feudal del nord de França, sorgida com una marca defensiva de la Picardia contra els normands. Els primers titulars portaven el títol de "duc de les terres marítimes" i administraven l'abadia de Saint-Riquier. El primer títol que apareix fou el de comte de Montreuil del que després es va passar al de comte de Ponthieu vers 1033.

## Advocats de Saint-Riquier
- 794-814 : Angilbert (vers 745 † 814), duc de les terres marítimes, conseller de rei Pipí d'Itàlia
- 814-845 : Nithard († 845), fill de l'anterior i de Berta, filla de Carlemany.
- 845-??? : Lluís, abat i advocat de Saint-Riquier[1]
- ???-866 : Rodolf († 866), abat laic de Jumièges, comte de Sens, fill de Güelf I, germà de l'emperadriu Judit de Baviera.
- 866-881 : Welfó († 881), abat de Sainte-Colombe de Sens, fill

## Comtes de Montreuil
- Article principal: Comtat de Montreuil

### Casa de Montreuil
- 877-926 : Helgald († 926), comte de Montreuil,[2] advocat de Saint-Riquier (¿881?).
- 926-945 : Herluí († 945), comte de Montreuil i d'Amiens (944-945), advocat de Saint-Riquier, fill
- 945-948 : Roger († ap.957), comte de Montreuil, advocat de Saint-Riquier

#### Casa de Flandes
- 948-958 : Arnold I (873 † 965), comte de Flandes, ocupa Montreuil. El 958 es retira i dona pas al seu fill.
- 958-961 : Balduí III (940 † 961), comte de Flandes, fill
- 961-965 : Arnold I (873 † 965), segona vegada al morir el seu fill i ser infant el seu net.
- 965-988 : Arnold II (961 † 988), comte de Flandes, fill de Bauduí III
- 988-996 : Rosala d'Itàlia (955 † 1003), vídua de l'anterior, casada el 988 à Robert, futur rei de França com a Robert II de França el Pietós, fill d'Hug Capet. Robert II la repudia vers 991/992, però es queda amb la seva dot, el comtat de Montreuil que inclou el Ponthieu.
- 988-996 : Robert de França, al pujar al tron de França el 996 es queda amb el port de Montreuil i dona la resta (Ponthieu) al seu gendre.

### Comtes de Montreuil i Ponthieu (des 1033 comtes de Ponthieu)
- 996-1000: Hug I d'Abbeville († 1000), castellà d'Abbeville, advocat de Saint-Riquier, senyor de Ponthieu i de les terres de Montreuil (exclòs el port de Montreuil)

casat vers 994 amb Gisela, filla d'Hug Capet i d'Alix d'Aquitània
- 1000-1048: Enguerrand I (995 † 1048), pren el títol de comte de Ponthieu el 1033, fill

casat amb Adelaida de Frísia
- 1048-1052: Hug II (1014 † 1052), comte de Ponthieu, fill

casat amb Berta, senyora d'Aumâle, filla de Guerimfred, senyor d'Aumâle
- 1052-1053: Enguerrand II (1033 † 1053), comte de Montreuil i senyor d'Aumale, fill

casat amb Adelaida de Normandia
- 1053-1100: Guiu I (1035 † 1100), comte de Montreuil i Ponthieu, fill (o germà)

casat a Ada d'Amiens

#### Genealogia
|                       |                       |                       |                       |                       |                       |  |  |                                          |                                          |                                          |                                          |                                          |                                          |  |  |                                     |                                     |                                     |                                     |                                     |                                     |  |  | Hug Capet rei de França                   |                                           |                                           |                                           |                                           |                                           |  |  |                                     |                                     |                                     |                                     |                                     |                                     |  |  |                                  |                                  |                                  |                                  |                                  |                                  |  |  |                     |                     |                     |                     |                     |                     |  |  |
|                       |                       |                       |                       |                       |                       |  |  |                                          |                                          |                                          |                                          |                                          |                                          |  |  |                                     |                                     |                                     |                                     |                                     |                                     |  |  |                                           |                                           |                                           |                                           |                                           |                                           |  |  |                                     |                                     |                                     |                                     |                                     |                                     |  |  |                                  |                                  |                                  |                                  |                                  |                                  |  |  |                     |                     |                     |                     |                     |                     |  |  |
|                       |                       |                       |                       |                       |                       |  |  |                                          |                                          |                                          |                                          |                                          |                                          |  |  |                                     |                                     |                                     |                                     |                                     |                                     |  |  |                                           |                                           |                                           |                                           |                                           |                                           |  |  |                                     |                                     |                                     |                                     |                                     |                                     |  |  |                                  |                                  |                                  |                                  |                                  |                                  |  |  |                     |                     |                     |                     |                     |                     |  |  |
|                       |                       |                       |                       |                       |                       |  |  |                                          |                                          |                                          |                                          |                                          |                                          |  |  |                                     |                                     |                                     |                                     |                                     |                                     |  |  | Gisela o Gisla                            | Gisela o Gisla                            | Gisela o Gisla                            | Gisela o Gisla                            | Gisela o Gisla                            | Gisela o Gisla                            |  |  | Hug Ier senyor de Ponthieu († 1000) | Hug Ier senyor de Ponthieu († 1000) | Hug Ier senyor de Ponthieu († 1000) | Hug Ier senyor de Ponthieu († 1000) | Hug Ier senyor de Ponthieu († 1000) | Hug Ier senyor de Ponthieu († 1000) |  |  | Enguerrand abat de Saint-Riquier | Enguerrand abat de Saint-Riquier | Enguerrand abat de Saint-Riquier | Enguerrand abat de Saint-Riquier | Enguerrand abat de Saint-Riquier | Enguerrand abat de Saint-Riquier |  |  | Guiu abat de Forest | Guiu abat de Forest | Guiu abat de Forest | Guiu abat de Forest | Guiu abat de Forest | Guiu abat de Forest |  |  |
|                       |                       |                       |                       |                       |                       |  |  |                                          |                                          |                                          |                                          |                                          |                                          |  |  |                                     |                                     |                                     |                                     |                                     |                                     |  |  | Gisela o Gisla                            | Gisela o Gisla                            | Gisela o Gisla                            | Gisela o Gisla                            | Gisela o Gisla                            | Gisela o Gisla                            |  |  | Hug Ier senyor de Ponthieu († 1000) | Hug Ier senyor de Ponthieu († 1000) | Hug Ier senyor de Ponthieu († 1000) | Hug Ier senyor de Ponthieu († 1000) | Hug Ier senyor de Ponthieu († 1000) | Hug Ier senyor de Ponthieu († 1000) |  |  | Enguerrand abat de Saint-Riquier | Enguerrand abat de Saint-Riquier | Enguerrand abat de Saint-Riquier | Enguerrand abat de Saint-Riquier | Enguerrand abat de Saint-Riquier | Enguerrand abat de Saint-Riquier |  |  | Guiu abat de Forest | Guiu abat de Forest | Guiu abat de Forest | Guiu abat de Forest | Guiu abat de Forest | Guiu abat de Forest |  |  |
|                       |                       |                       |                       |                       |                       |  |  |                                          |                                          |                                          |                                          |                                          |                                          |  |  |                                     |                                     |                                     |                                     |                                     |                                     |  |  |                                           |                                           |                                           |                                           |                                           |                                           |  |  |                                     |                                     |                                     |                                     |                                     |                                     |  |  |                                  |                                  |                                  |                                  |                                  |                                  |  |  |                     |                     |                     |                     |                     |                     |  |  |
|                       |                       |                       |                       |                       |                       |  |  |                                          |                                          |                                          |                                          |                                          |                                          |  |  |                                     |                                     |                                     |                                     |                                     |                                     |  |  |                                           |                                           |                                           |                                           |                                           |                                           |  |  |                                     |                                     |                                     |                                     |                                     |                                     |  |  |                                  |                                  |                                  |                                  |                                  |                                  |  |  |                     |                     |                     |                     |                     |                     |  |  |
|                       |                       |                       |                       |                       |                       |  |  |                                          |                                          |                                          |                                          |                                          |                                          |  |  | NN (de Vexin ?)                     | NN (de Vexin ?)                     | NN (de Vexin ?)                     | NN (de Vexin ?)                     | NN (de Vexin ?)                     | NN (de Vexin ?)                     |  |  | Enguerrand Ier comte de Ponthieu († 1045) | Enguerrand Ier comte de Ponthieu († 1045) | Enguerrand Ier comte de Ponthieu († 1045) | Enguerrand Ier comte de Ponthieu († 1045) | Enguerrand Ier comte de Ponthieu († 1045) | Enguerrand Ier comte de Ponthieu († 1045) |  |  | Adelaida de Frídia                  | Adelaida de Frídia                  | Adelaida de Frídia                  | Adelaida de Frídia                  | Adelaida de Frídia                  | Adelaida de Frídia                  |  |  | Guiu abat de Saint-Riquier       | Guiu abat de Saint-Riquier       | Guiu abat de Saint-Riquier       | Guiu abat de Saint-Riquier       | Guiu abat de Saint-Riquier       | Guiu abat de Saint-Riquier       |  |  |                     |                     |                     |                     |                     |                     |  |  |
|                       |                       |                       |                       |                       |                       |  |  |                                          |                                          |                                          |                                          |                                          |                                          |  |  | NN (de Vexin ?)                     | NN (de Vexin ?)                     | NN (de Vexin ?)                     | NN (de Vexin ?)                     | NN (de Vexin ?)                     | NN (de Vexin ?)                     |  |  | Enguerrand Ier comte de Ponthieu († 1045) | Enguerrand Ier comte de Ponthieu († 1045) | Enguerrand Ier comte de Ponthieu († 1045) | Enguerrand Ier comte de Ponthieu († 1045) | Enguerrand Ier comte de Ponthieu († 1045) | Enguerrand Ier comte de Ponthieu († 1045) |  |  | Adelaida de Frídia                  | Adelaida de Frídia                  | Adelaida de Frídia                  | Adelaida de Frídia                  | Adelaida de Frídia                  | Adelaida de Frídia                  |  |  | Guiu abat de Saint-Riquier       | Guiu abat de Saint-Riquier       | Guiu abat de Saint-Riquier       | Guiu abat de Saint-Riquier       | Guiu abat de Saint-Riquier       | Guiu abat de Saint-Riquier       |  |  |                     |                     |                     |                     |                     |                     |  |  |
|                       |                       |                       |                       |                       |                       |  |  |                                          |                                          |                                          |                                          |                                          |                                          |  |  |                                     |                                     |                                     |                                     |                                     |                                     |  |  |                                           |                                           |                                           |                                           |                                           |                                           |  |  |                                     |                                     |                                     |                                     |                                     |                                     |  |  |                                  |                                  |                                  |                                  |                                  |                                  |  |  |                     |                     |                     |                     |                     |                     |  |  |
|                       |                       |                       |                       |                       |                       |  |  |                                          |                                          |                                          |                                          |                                          |                                          |  |  |                                     |                                     |                                     |                                     |                                     |                                     |  |  |                                           |                                           |                                           |                                           |                                           |                                           |  |  |                                     |                                     |                                     |                                     |                                     |                                     |  |  |                                  |                                  |                                  |                                  |                                  |                                  |  |  |                     |                     |                     |                     |                     |                     |  |  |
|                       |                       |                       |                       |                       |                       |  |  | Berta d'Aumale                           | Berta d'Aumale                           | Berta d'Aumale                           | Berta d'Aumale                           | Berta d'Aumale                           | Berta d'Aumale                           |  |  | Hug II comte de Ponthieu († 1052)   | Hug II comte de Ponthieu († 1052)   | Hug II comte de Ponthieu († 1052)   | Hug II comte de Ponthieu († 1052)   | Hug II comte de Ponthieu († 1052)   | Hug II comte de Ponthieu († 1052)   |  |  | Folc abat de Saint-Riquier                | Folc abat de Saint-Riquier                | Folc abat de Saint-Riquier                | Folc abat de Saint-Riquier                | Folc abat de Saint-Riquier                | Folc abat de Saint-Riquier                |  |  | Guiu bisbe d'Amiens († 1075)        | Guiu bisbe d'Amiens († 1075)        | Guiu bisbe d'Amiens († 1075)        | Guiu bisbe d'Amiens († 1075)        | Guiu bisbe d'Amiens († 1075)        | Guiu bisbe d'Amiens († 1075)        |  |  |                                  |                                  |                                  |                                  |                                  |                                  |  |  |                     |                     |                     |                     |                     |                     |  |  |
|                       |                       |                       |                       |                       |                       |  |  | Berta d'Aumale                           | Berta d'Aumale                           | Berta d'Aumale                           | Berta d'Aumale                           | Berta d'Aumale                           | Berta d'Aumale                           |  |  | Hug II comte de Ponthieu († 1052)   | Hug II comte de Ponthieu († 1052)   | Hug II comte de Ponthieu († 1052)   | Hug II comte de Ponthieu († 1052)   | Hug II comte de Ponthieu († 1052)   | Hug II comte de Ponthieu († 1052)   |  |  | Folc abat de Saint-Riquier                | Folc abat de Saint-Riquier                | Folc abat de Saint-Riquier                | Folc abat de Saint-Riquier                | Folc abat de Saint-Riquier                | Folc abat de Saint-Riquier                |  |  | Guiu bisbe d'Amiens († 1075)        | Guiu bisbe d'Amiens († 1075)        | Guiu bisbe d'Amiens († 1075)        | Guiu bisbe d'Amiens († 1075)        | Guiu bisbe d'Amiens († 1075)        | Guiu bisbe d'Amiens († 1075)        |  |  |                                  |                                  |                                  |                                  |                                  |                                  |  |  |                     |                     |                     |                     |                     |                     |  |  |
|                       |                       |                       |                       |                       |                       |  |  |                                          |                                          |                                          |                                          |                                          |                                          |  |  |                                     |                                     |                                     |                                     |                                     |                                     |  |  |                                           |                                           |                                           |                                           |                                           |                                           |  |  |                                     |                                     |                                     |                                     |                                     |                                     |  |  |                                  |                                  |                                  |                                  |                                  |                                  |  |  |                     |                     |                     |                     |                     |                     |  |  |
|                       |                       |                       |                       |                       |                       |  |  |                                          |                                          |                                          |                                          |                                          |                                          |  |  |                                     |                                     |                                     |                                     |                                     |                                     |  |  |                                           |                                           |                                           |                                           |                                           |                                           |  |  |                                     |                                     |                                     |                                     |                                     |                                     |  |  |                                  |                                  |                                  |                                  |                                  |                                  |  |  |                     |                     |                     |                     |                     |                     |  |  |
| Adelaida de Normandia | Adelaida de Normandia | Adelaida de Normandia | Adelaida de Normandia | Adelaida de Normandia | Adelaida de Normandia |  |  | Enguerrand II comte de Ponthieu († 1053) | Enguerrand II comte de Ponthieu († 1053) | Enguerrand II comte de Ponthieu († 1053) | Enguerrand II comte de Ponthieu († 1053) | Enguerrand II comte de Ponthieu († 1053) | Enguerrand II comte de Ponthieu († 1053) |  |  | Guiu Ier comte de Ponthieu († 1100) | Guiu Ier comte de Ponthieu († 1100) | Guiu Ier comte de Ponthieu († 1100) | Guiu Ier comte de Ponthieu († 1100) | Guiu Ier comte de Ponthieu († 1100) | Guiu Ier comte de Ponthieu († 1100) |  |  | Hug (?) vivia el 1066                     | Hug (?) vivia el 1066                     | Hug (?) vivia el 1066                     | Hug (?) vivia el 1066                     | Hug (?) vivia el 1066                     | Hug (?) vivia el 1066                     |  |  | Galerà (?) († 1054)                 | Galerà (?) († 1054)                 | Galerà (?) († 1054)                 | Galerà (?) († 1054)                 | Galerà (?) († 1054)                 | Galerà (?) († 1054)                 |  |  | NN x Guillem comte d'Arques      | NN x Guillem comte d'Arques      | NN x Guillem comte d'Arques      | NN x Guillem comte d'Arques      | NN x Guillem comte d'Arques      | NN x Guillem comte d'Arques      |  |  |                     |                     |                     |                     |                     |                     |  |  |
| Adelaida de Normandia | Adelaida de Normandia | Adelaida de Normandia | Adelaida de Normandia | Adelaida de Normandia | Adelaida de Normandia |  |  | Enguerrand II comte de Ponthieu († 1053) | Enguerrand II comte de Ponthieu († 1053) | Enguerrand II comte de Ponthieu († 1053) | Enguerrand II comte de Ponthieu († 1053) | Enguerrand II comte de Ponthieu († 1053) | Enguerrand II comte de Ponthieu († 1053) |  |  | Guiu Ier comte de Ponthieu († 1100) | Guiu Ier comte de Ponthieu († 1100) | Guiu Ier comte de Ponthieu († 1100) | Guiu Ier comte de Ponthieu († 1100) | Guiu Ier comte de Ponthieu († 1100) | Guiu Ier comte de Ponthieu († 1100) |  |  | Hug (?) vivia el 1066                     | Hug (?) vivia el 1066                     | Hug (?) vivia el 1066                     | Hug (?) vivia el 1066                     | Hug (?) vivia el 1066                     | Hug (?) vivia el 1066                     |  |  | Galerà (?) († 1054)                 | Galerà (?) († 1054)                 | Galerà (?) († 1054)                 | Galerà (?) († 1054)                 | Galerà (?) († 1054)                 | Galerà (?) († 1054)                 |  |  | NN x Guillem comte d'Arques      | NN x Guillem comte d'Arques      | NN x Guillem comte d'Arques      | NN x Guillem comte d'Arques      | NN x Guillem comte d'Arques      | NN x Guillem comte d'Arques      |  |  |                     |                     |                     |                     |                     |                     |  |  |
|                       |                       |                       |                       |                       |                       |  |  |                                          |                                          |                                          |                                          |                                          |                                          |  |  |                                     |                                     |                                     |                                     |                                     |                                     |  |  |                                           |                                           |                                           |                                           |                                           |                                           |  |  |                                     |                                     |                                     |                                     |                                     |                                     |  |  |                                  |                                  |                                  |                                  |                                  |                                  |  |  |                     |                     |                     |                     |                     |                     |  |  |
|                       |                       |                       |                       |                       |                       |  |  |                                          |                                          |                                          |                                          |                                          |                                          |  |  |                                     |                                     |                                     |                                     |                                     |                                     |  |  |                                           |                                           |                                           |                                           |                                           |                                           |  |  |                                     |                                     |                                     |                                     |                                     |                                     |  |  |                                  |                                  |                                  |                                  |                                  |                                  |  |  |                     |                     |                     |                     |                     |                     |  |  |
| Adelaida              | Adelaida              | Adelaida              | Adelaida              | Adelaida              | Adelaida              |  |  | Elissenda x Hug II comte de Saint-Pol    | Elissenda x Hug II comte de Saint-Pol    | Elissenda x Hug II comte de Saint-Pol    | Elissenda x Hug II comte de Saint-Pol    | Elissenda x Hug II comte de Saint-Pol    | Elissenda x Hug II comte de Saint-Pol    |  |  | Enguerrand                          | Enguerrand                          | Enguerrand                          | Enguerrand                          | Enguerrand                          | Enguerrand                          |  |  | Agnes x Robert II de Bellême              | Agnes x Robert II de Bellême              | Agnes x Robert II de Bellême              | Agnes x Robert II de Bellême              | Agnes x Robert II de Bellême              | Agnes x Robert II de Bellême              |  |  | Anna, Ida i Matilde                 | Anna, Ida i Matilde                 | Anna, Ida i Matilde                 | Anna, Ida i Matilde                 | Anna, Ida i Matilde                 | Anna, Ida i Matilde                 |  |  |                                  |                                  |                                  |                                  |                                  |                                  |  |  |                     |                     |                     |                     |                     |                     |  |  |

## Comtat de Ponthieu

### Casa de Montgommery
- 1100-1106/10 : Robert II de Bellême, senyor de Bellême (fins a 1113), senyor d'Alençon

casat amb Agnes de Ponthieu, filla de Guiu I de Ponthieu i d'Ada d'Amiens
- 1106/10-1126 : Guillem I de Ponthieu anomenat Talvas (1095 † 1171), comte d'Alençon.

casat amb Elena de Borgonya (1085 † 1141), filla d'Eudes I Borrell, duc de Borgonya i de Sibil·la de Borgonya.
- 1126-1147: Guiu II de Ponthieu (1115 † 1147), comte de Ponthieu, fill, mort abans que el pare

- 1147-1191: Joan I (1141 † 1191), comte de Ponthieu, fill del precedent

casat amb Beatriu, filla d'Anselm de Campdavaine, comte de Saint-Pol, i d'Eustàquia de Xampanya
- 1191-1221: Guillem II de Ponthieu anomenat Talvas (1177 † 1221)

casat el 1195 amb Adela de France (1160 † 1221), filla de Lluís VII, rei de França i de Constança de Castella

#### Genealogia
```
Roger I
 († abans 1048)
│ x Joscelina, neboda de 
Gunnor

│
├─>Hug 
│
├─>Robert
│
├─>
Roger II
 († 1094)
│ │ x 
Mabila de Bellême
 († v. 1077)
│ │ x2 Adelaida du Puiset
│ │
│ ├─>Roger († avant 1062)
│ │
│ ├─>
Robert II de Bellême
 († v. 1130), 
comte de Ponthieu
,
│ │ │ empresonat des de 1112
│ │ │ x 
Agnes de Ponthieu

│ │ │
│ │ └─> 
Guillem III
 († 1170), comte de Ponthieu 
│ │
│ ├─>
Hug de Montgommery
 († 1099), comte de Shrewsbury 
│ │
│ ├─>
Roger el Poiteví
 († vers 1122/40), senyor de Lancaster
│ │
│ ├─>Felip anomenat 
Grammaticus
 († 1099), mort a 
Antioquia de l'Orontes

│ │
│ ├─>
Arnul
 († vers 1118/22), senyor de Pembroke i Holderness
│ │
│ ├─>Emma
│ │
│ ├─>Matilde († 1085)
│ │ x 
Robert de Mortain
, 
comte de Mortain
, 
comte de Cornuailla
,
│ │ germanastre de 
Guillem el Conqueridor

│ │
│ ├─>Mabila
│ ├─>Sibilla
│ │
│ │ Per la segona esposa:
│ └─>Eberard († v. 1135), Clergue a la capella d'Enric I
│
├─>Guillem († entre 1035 i 1048)
│
└─>Gilbert († vers 1064)
```

### Casa de Dammartin
- 1221-1237: Simó de Dammartin (1180 † 1239), comte d'Aumale i de Ponthieu.

casat el 1208 amb Maria (1199 † 1250), comtessa de Ponthieu, filla de Guillem II i d'Adela de França
- 1239-1278: Joana de Dammartin (1220 † 1278), comtessa d'Aumale i de Ponthieu, filla

casat el 1237 amb Ferran III, rei de Castella

### Casa de Castella
- 1239-1252: Ferran I, rei de Castella (Ferran III)

casat el 1237 amb Joana de Dammartin, comtessa d'Aumale, comtessa de Ponthieu
- 1278-1290: Leonor de Castella, (1241 † 1290), filla, infanta de Castella, comtessa de Montreuil i de Ponthieu.

casada el 1254 al rei d'Anglaterra Eduard I Plantagenet

### Plantagenet
- 1278-1290: Eduard I (1239 † 1307), rei d'Anglaterra, duc d'Aquitània i comte de Ponthieu.

casada el 1254 amb Leonor de Castella (1241 † 1290), comtessa de Ponthieu, filla del rei Ferran III de Castella i Llleó, i de Joana de Dammartin, comtessa de Ponthieu.
- 1290-1327: Eduard II (1284 † 1327), rei d'Anglaterra, duc d'Aquitània i comte de Ponthieu, fill
- :casat el 1308 amb Isabel de França (1292 † 1358)

- 1327-1336: Eduard III (1312 † 1377), rei d'Anglaterra, duc d'Aquitània i comte de Ponthieu, fill.

casat el 24 de gener de 1328 a York amb Felipa d'Hainaut (1311 † 1379), filla de Guillem comte d'Hainaut, Holanda i Zelanda i senyor de Frísia.
El 1336 el comtat fou confiscat pel rei Felip VI de França (Felip VI de Valois).

## Cessions i assignacions
- 1351-1360: Jaume I de Borbó (1319 † 1362), comte de la Marca i de Ponthieu

El 1360 el comtat va passar a Anglaterra pel tractat de Brétigny
- 1360-1369: Eduard III, rei d'Angleterre

El 1369 fou reconquerit pel rei Carles V de França que el va unir als dominis reials
De 1417 a 1430 fou ocupat per Anglaterra:
- 1417-1422: Enric V, rei d'Angleterre
- 1422-1430: Enric VI, rei d'Angleterre

El 1430 va retornar a França i unit als dominis de la corona
De 1435 a 1477 fou cedit al duc de Borgonya :
- 1435-1467: Felip III el Bo
- 1467-1477: Carles el Temerari

- 1583-1619: Diana de Valois (1538 † 1619), filla il·legítima d'Enric II, rei de França, casada a:
  - el 1552 amb Horaci Farnesi (1532 † 1553), duc de Castro
  - el 1557 amb Francesc (1530 † 1579), duc de Montmorency
- 1619-1650: Carles de Valois (1573 † 1650), duc d'Angulema, fill il·legítim de Carles IX de França

casat el 1591 amb Carlota de Montmorency (1571 † 1636)
- 1650-1653: Lluís Manel (1593-1653), duc d'Angulema, comte de Ponthieu, fill

casat el 1629 amb Enriqueta de La Guiche (1597 † 1682)
- 1653-1690: Maria Francesca d'Angulema (1632 † 1696), duquessa d'Angulema i comtessa de Ponthieu

casada el 1649 amb Lluís de Lorena († 1654), duc de Joyeuse. Sense fills va llegar les seves possessions a la corona